# Море Нектара

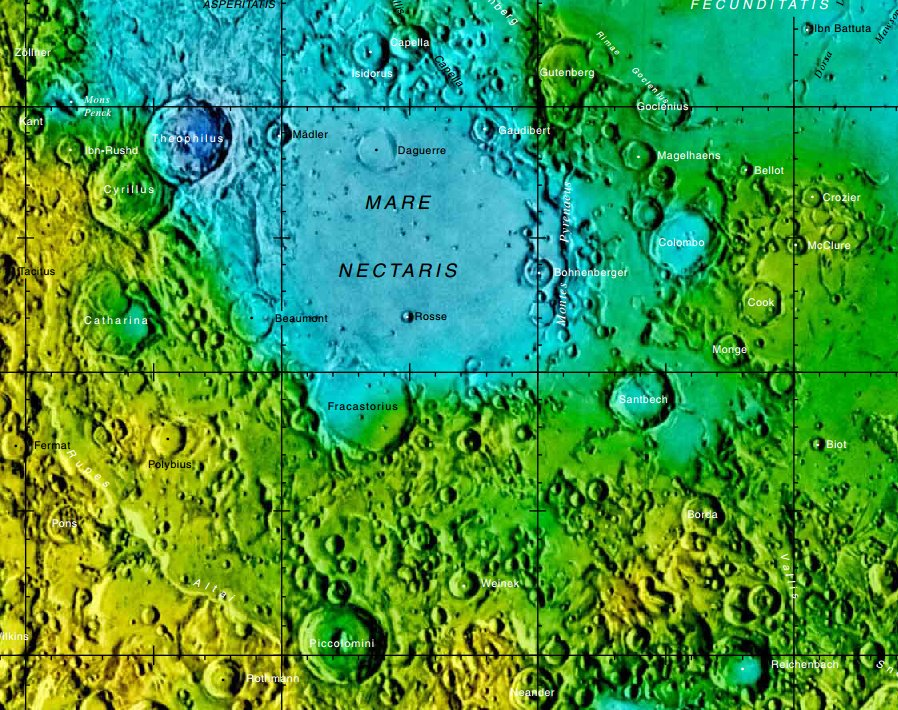
Море Нектара. Фрагмент карты видимой стороны Луны.

Мо́ре Некта́ра (лат. Mare Nectaris) — небольшое лунное море, расположенное около Моря Изобилия и Моря Спокойствия, с которым соединяется Заливом Суровости. На восточной окраине моря находятся горы Пиренеи, южнее его центральной области — кратер Росс У. Диаметр моря составляет около 340 км, а площадь — 101 000 квадратных километров.

## Происхождение
Бассейн моря появился 3,8-4,2 млрд лет назад, и с этого события начался нектарский период геологической истории Луны. Впоследствии центральную часть этого бассейна затапливала лава. Современный лавовый покров Моря Нектара (как и большинства других лунных морей) образовался в позднеимбрийской эпохе. Толщина слоя лавы составляет около 1000 метров. Кратер Теофил, расположенный в северо-восточной части моря, более молодой: он относится к эратосфенскому периоду. На западной окраине моря находятся несколько грабенов.